# La vie n'a pas de prix
La vie n'a pas de prix (traduction alternative La vie... à quel prix ! ; titre original The High Cost of Living) est un roman graphique hors-série de la série Sandman publié aux États-Unis en 1993 par Vertigo.
Alors que la saga Sandman a pour principal protagoniste Dream, cet hors-série suit les aventures de sa sœur Death. Cet opus est particulièrement destiné à un public adolescent ou jeune adulte[réf. nécessaire].

## Éditions françaises
- Éditions Le Téméraire La vie n'a pas de prix, juin 1999,  (ISBN 978-2908703672).
- Panini Comics La vie... à quel prix !, juillet 2008,  (ISBN 978-2809403473).

## Synopsis
Dans le New York des années 1990, on suit les pas d'un adolescent dénommé Sexton qui dans son apathie pense de plus en plus au suicide. Il va rencontrer une certaine Didi, une gothique orpheline et diablement individualiste. Elle revendique être la Mort incarnée, qui passe quelques jours par siècle parmi les mortels, pour pouvoir apprécier la valeur de la vie. À son contact, Sexton va s'attendrir et trouver une raison de vivre.

## Adaptation cinématographique
Un film, du nom de Death and Me a été en chantier depuis plusieurs années à des stades variés de développement. Un projet avec New Line Cinema a été formulé par Neil Gaiman qui s'occuperait du scénario avec Guillermo Del Toro à la réalisation. Un autre avec Warner Bros. avec Shia LaBeouf dans le rôle-titre a aussi été évoqué. Le projet est pour l'instant sans suite. Neil Gaiman a annoncé dans un entretien en date du 14 octobre 2010 que le projet était abandonné par Warner. Neil Gaiman a à plusieurs reprises déclaré qu'il préférait ne voir aucun film sur Sandman et Death plutôt qu'un mauvais film. Il dit ne pas vouloir reproduire les déboires d'Alan Moore avec les compagnies de cinéma et des adaptations cinématographiques qui ne rendait pas justice à l'œuvre originale, comme La Ligue des gentlemen extraordinaires.